# Red Hood
Red Hood est un personnage de fiction créé par Bill Finger, Lew Sayre Schwartz et Win Mortimer dans Detective Comics #168 en 1951. Plus qu'un personnage, Red Hood est un costume qui sera porté par plusieurs individus.

## Jason Todd
Jason était le 2ème Robin, recueilli par Bruce Wayne lorsqu'il essayait de voler les roues de la batmobile. Bruce l'a recueilli après le départ de Dick Grayson, et en a fait le nouveau Robin, jusqu'au jour où Jason a été attiré dans un piège par le Joker. Le criminel a fracassé le crâne de Jason à coups de pied-de-biche.
Ayant en réalité survécu, Jason a pris l'identité du Red Hood et s'est lancé dans une carrière de criminel. Il se venge notamment en explosant le crâne du Joker aussi à coups de pied-de-biche, puis se lance dans une guerre contre Black Mask.

## Biographie fictive
Red Hood est un personnage créé par des criminels professionnels qui engagent des personnes souvent naïves pour leur faire porter un casque rouge et une cape de la même couleur. Ainsi, aux yeux de la police, Red Hood passe pour le chef de la bande et est plus susceptible d'être arrêté, laissant le temps aux vrais criminels de prendre la fuite.

### Le Joker (The Killing Joke)
Dans l'arc The Killing Joke, Alan Moore propose une réinterprétation des origines du Joker liée au personnage de Red Hood.
Un ingénieur vient de quitter son travail pour devenir humoriste, mais sa carrière échoue et il est contraint de prendre part, avec deux complices, à un cambriolage dans une fabrique de carte à jouer accessible uniquement en passant par une usine de produits chimiques. Pour détourner les soupçons, ces criminels ont pris l'habitude faire porter le masque du Red Hood à leurs complices pour détourner l'attention, et l'ingénieur y est donc forcé. 
Le trio est rapidement repéré par la sécurité de l'usine. Un des complices est tué et l'autre est blessé. Ce dernier dit aux policiers que le Red Hood est le chef de la bande. Batman apparaît et tente de capturer celui qu'il pense être Red Hood. Batman est persuadé que c'est le même Red Hood qu'il avait déjà croisé lors d'un braquage et que celui-ci est un criminel endurci. Ce Red Hood, cependant inoffensif, apeuré par son poursuivant, préfère se jeter dans une cuve de produits chimiques. Il survit, mais quand il retire son masque, il découvre que son visage est déformé, sa peau est blanche et ses cheveux verts. Il se met à rire : le Joker est né.

### New 52
Dans la nouvelle continuité des comics, un groupe de criminels nommé le Red Hood Gang faisait régner la terreur à l'époque où Batman commençait sa croisade contre le crime. Les apparitions du gang furent plus rares après la mort présumée de leur chef et la plupart des membres furent plus tard assassinés par le Joker.

## Description

### Physique
- Le Joker portait un costume violet et le masque du Red Hood, un casque rouge sans aucune ouverture. Le masque fonctionne comme un miroir sans tain : il permet à Red Hood de voir au travers sans que l'on puisse distinguer son visage. Toutefois, le masque réduit son champ de vision, ajoute une teinte rouge et amplifie les sons ambiants, rendant tout coup de feu gênant. Les criminels utilisaient ce masque pour convaincre les nigauds d'accepter, car ils peuvent commettre des crimes sans être inquiétés, étant donné qu'on ne peut les reconnaître.

- Quant à Jason Todd, il porte généralement un jean, un gilet pare-balles (où est parfois dessiné le logo de Batman), une veste en cuir, et un masque du Red Hood au design plus moderne (avec deux ouvertures pour les yeux). Il porte également sous son casque un masque similaire à celui qu'il portait en tant que Robin.
- Les membres du Red Hood Gang portent tous un masque leur recouvrant intégralement le visage à l'exception notable de celui porté par le chef de la bande qui laisse entrevoir sa bouche.

### Personnalités
Jason était avide de vengeance et de pouvoir. Après avoir tué le Joker avec un pied-de-biche, la même arme avec laquelle le Joker l'avait tué, il s'oppose aux différents gangsters de Gotham (notamment Black Mask) pour devenir le caïd suprême de Gotham.
Dans les comics New 52, le chef du gang semble très sûr de lui et très arrogant.

## Origine du nom
Red Hood peut avoir plusieurs traduction, la plus commune étant "le Chaperon Rouge". Duela Dent appellera d'ailleurs Jason Todd de cette façon peu avant sa mort.
Hood signifie capuche ou cagoule. Ainsi, trouver une bonne traduction de ce nom est difficile dans la langue de Molière. Pour cette raison, dans les comics français, la version anglaise du nom est gardée.
Enfin, la référence la plus évidente est Robin Hood (Robin des Bois). Jason Todd était Robin et devient Red Hood, achevant l'hommage au personnage de la mythologie anglo-saxonne.

## Œuvres où le personnage apparaît

### Comics
- 1988 : Batman : The Killing Joke, DC Comics (scénario : Alan Moore, dessins : Brian Bolland)
- 2005 : Sous le Masque (Under The Red Hood)
- 2009 : Batman and Robin, DC Comics (scénario : Grant Morrison, dessins : Frank Quitely, Philip Tan, #3 (oct 09), #4 (nov 09)).
- 2011 - 2015 : Red Hood and the Outlaws vol.1
- 2013 : L'An Zéro 1 : Cité secrète (Batman: Zero Year - Secret City)
- 2016 - en cours : Red Hood and the Outlaws vol.2
- Les 3 Jokers

### Séries TV
- Gotham : Saison 1 - Épisode 17
- Le personnage de Jason Todd a été introduit dans la série Titans (débutée en 2018) sous les traits de Curran Walters, et il a été annoncé qu'il deviendra Red Hood dans la saison 3 prévue en 2021[3].

### Films d'animations
- Batman et Red Hood : Sous le masque rouge
- Batman The Killing Joke
- Lego Batman, le film, (2017)
- Batman Ninja, (2018)
- Lego Batman : une histoire de famille, (2019)

### Jeux vidéo
- Lego Batman 2: DC Super Heroes version Nintendo 3DS
- Dans le jeu Batman: Arkham City le Joker y fait allusion, il parle de son passé et dit qu'il se souvient qu'on lui a fait mettre une cape et un bocal rouge sur la tête, avant qu'il ne tombe dans une cuve d'acide.
- Injustice : Les Dieux sont parmi nous (en tant que costume téléchargeable pour le Joker)
- Dans le jeu Batman: Arkham Origins, le joueur peut contrôler le Joker en tant que Red Hood lors de son rêve expliquant sa folie à Harleen Quinzel. C'est à partir de ce moment que cette dernière tombe amoureuse du Joker.
- Red Hood (Jason Todd) apparaît dans Arkham Knight sous l'identité du Chevalier d'Arkham mais son apparence finale (notamment un sous-casque rouge) fait grandement écho à Red Hood. Le costume des comics apparaît quant à lui dans un DLC.
- Red Hood fait partie des personnages de Lego Batman 3: Au-delà de Gotham.
- Red Hood (Jason Todd) fait partie des personnages jouables mais payants d'Injustice 2.
- Red Hood (Jason Todd) est un des quatre personnages jouables du jeu Gotham Knights, aux côtés de Batgirl (Barbara Gordon), Robin (Tim Drake), et Nightwing (Dick Grayson).